# 索爾頓海灘 (加利福尼亞州)
索爾頓海灘（英語：Salton Sea Beach）是位於美國加利福尼亞州因皮里爾縣的一個人口普查指定地區。

## 地理
索爾頓海灘的座標為33°22′30″N 116°00′43″W / 33.37500°N 116.01194°W，而該地最高點為海拔高度-66米（即-217英尺）。

## 人口
根據2010年美國人口普查的數據，索爾頓海灘的面積為0.780平方千米，當中陸地面積為0.780平方千米，而水域面積為0.000平方千米。當地共有人口422人，而人口密度為每平方千米541人。